# Węsiory
Węsiory (kaschubisch Wãsórë, deutsch Wensiorry, 1942–45 Wensern) ist ein Dorf in der Landgemeinde (gmina wiejska) Sulęczyno (Sullenschin) in der Woiwodschaft Pommern in Polen (Polska). Bedeutung erlangt der Ort durch die in unmittelbarer Nähe gelegenen prähistorischen Steinsetzungen.

## Geografische Lage
Das Dorf liegt in der Kaschubei an der Woiwodschaftsstraße 228 etwa in der Mitte zwischen Kartuzy (Karthaus) und Bytów (Bütow), südlich von Lębork (Lauenburg i. Pom.) und westlich von Danzig (Gdańsk).

## Steinsetzungen und Hügelgräber

### Beschreibung

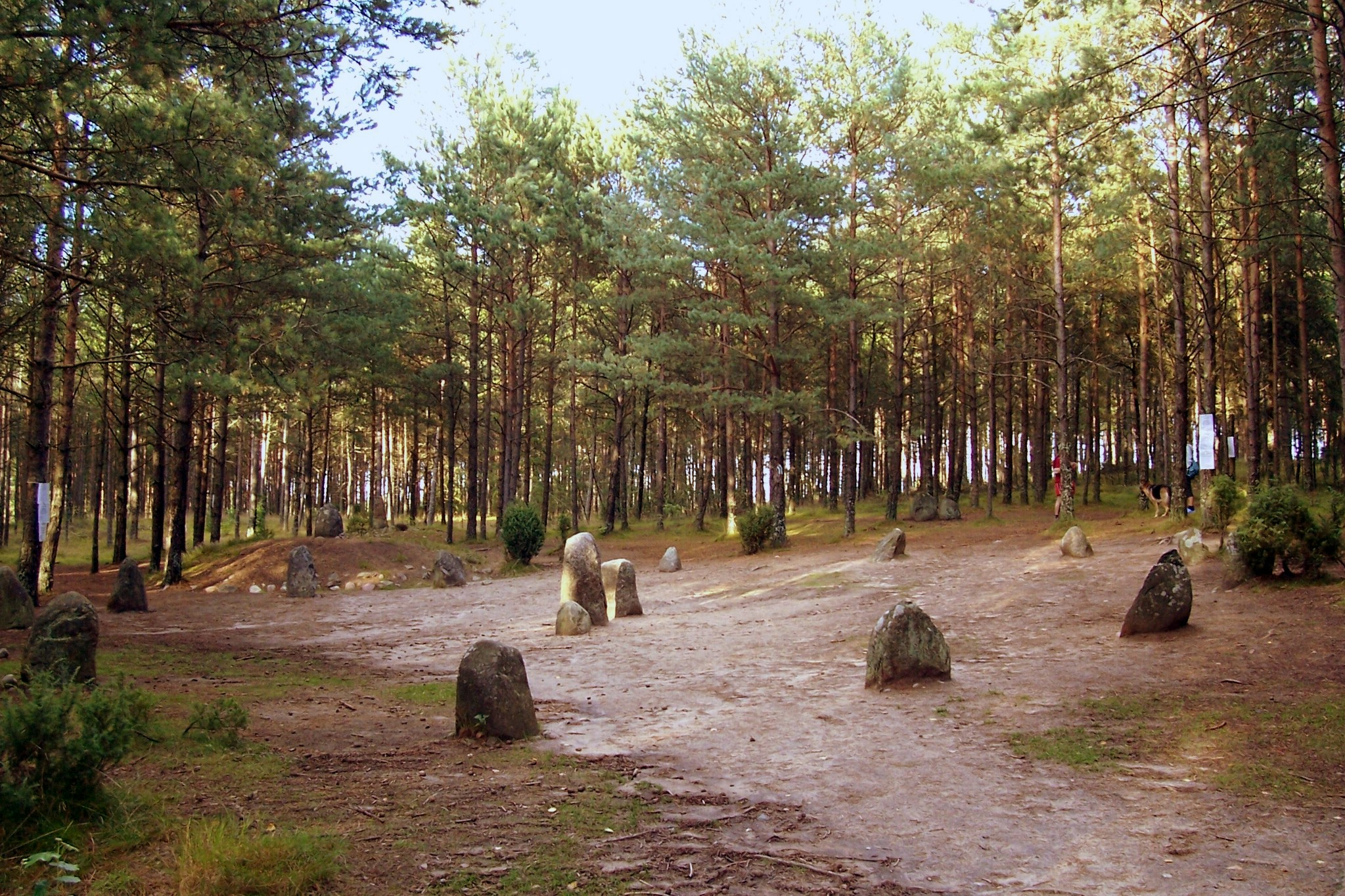
Steinkreis bei Węsiory

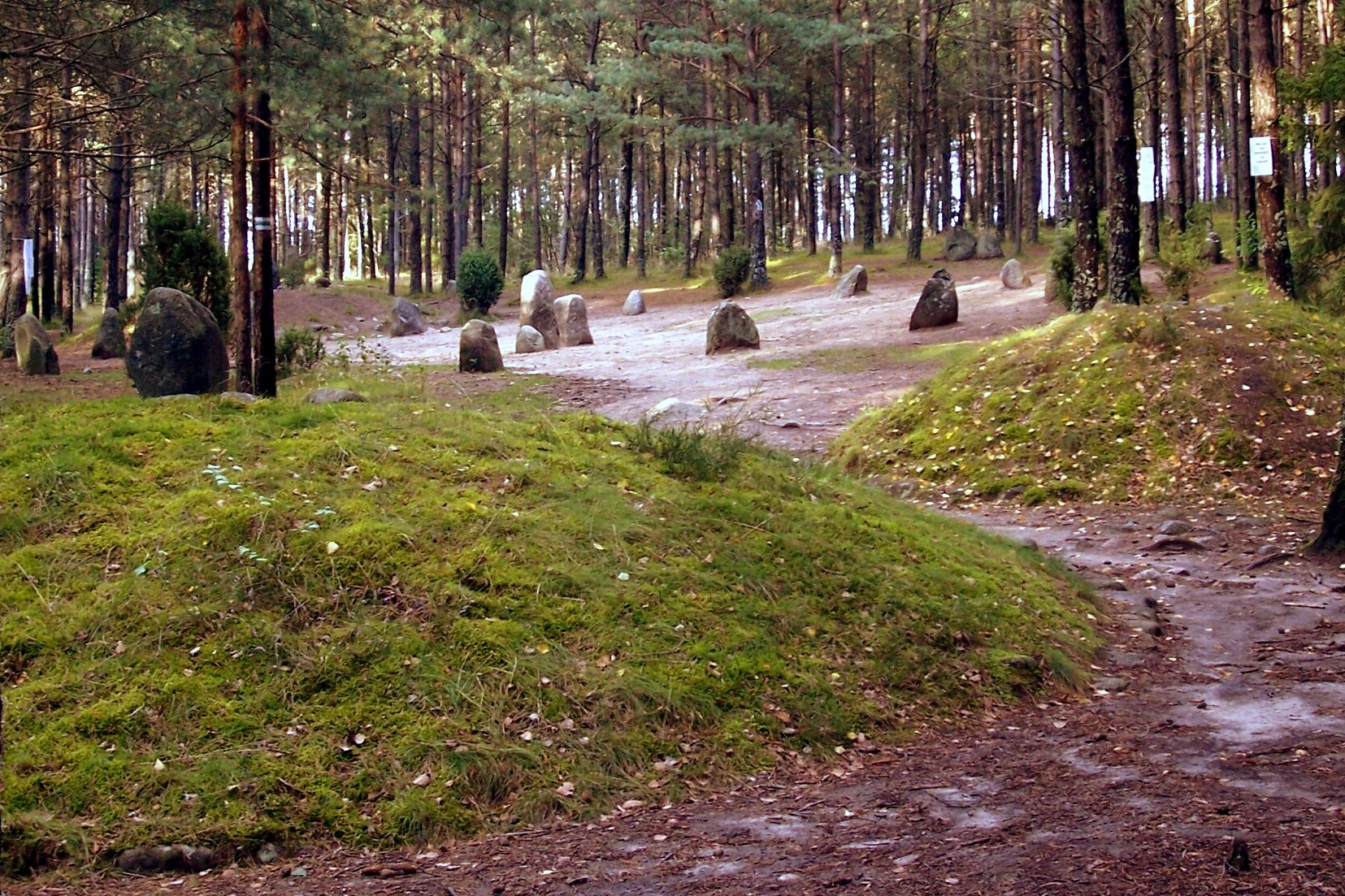
Hügelgräber bei Węsiory

Etwas südlich des Dorfes in einem Wald befinden sich mehrere Steinkreise, teils mit ein bis drei Zentralsteinen, sowie künstliche Hügel, einige von ihnen mit einem aufgerichteten kleinen Megalithen auf dem Gipfel. Die verwendeten Steine haben Kopf- bis max. Kleinkindgröße, die Anlage ist damit längst nicht so eindrucksvoll wie die großen Megalithkreise in Großbritannien oder Frankreich. Die Kreise und Hügel überschneiden sich teilweise und erstrecken sich insgesamt über einige hundert Meter.
Die Steinkreise haben Durchmesser zwischen 5 und 10 Metern, sie sind teilweise unvollständig. Die Hügel haben Durchmesser um die 3 m und eine Höhe von ca. 1 m, einige sind von einem Kreis aus kopfgroßen Steinen umgeben, einer ist vollständig mit Steinen belegt. Auffällig ist ein vollständig mit Steinen ausgelegter Kreis, der bei näherem Hinsehen aus zwei konzentrischen Kreisen zusammengesetzt ist.
Ähnliche Steinkreise und Hügel finden sich auch in anderen Gegenden Pommerns und Pommerellens, die bekanntesten bei Odry (Odri), weitere bei Leśno, Łupawa und Siemirowic.

### Datierung und Zuordnung
Die Steinkreise und Hügel werden zumeist den Goten zugeschrieben, die das Gebiet vom 1. bis zum 3. Jh. n. Chr. besiedelten. Es gibt allerdings Quellen, die die Kreise und Hügel früher, auf eine Zeit zwischen 4000 und 1800 v. Chr. datiert wissen wollen. Die Hügel wurden als Gräber identifiziert; die Steinkreise dienten möglicherweise für Zusammenkünfte oder Rituale. Einige Quellen, auch die vor Ort erhältlichen Informationsblätter, schreiben dem Ort besondere Energien zu und berichten von nächtlichen Lichterscheinungen.